# Radiosity
Radiosity, een global illumination algoritme, is een manier van renderen die de interactie van licht met de omgeving veel preciezer benadert dan technieken die alleen gebruikmaken van direct illumination, zoals raytracing. Bij gewone raytracing wordt alleen maar rekening gehouden met het licht dat direct van de lichtbron naar het te belichten punt gaat. Punten die niet direct vanaf de lichtbron te bereiken zijn (en die dus in de schaduw liggen) blijven volkomen onbelicht. In de werkelijkheid ontvangen plekken die in de schaduw liggen echter wel een aanzienlijke hoeveelheid licht, doordat het licht weerkaatst wordt door andere oppervlaktes, en op die manier de punten die in de schaduw liggen wel kan bereiken. Dit licht wordt indirect of diffuus licht genoemd. Radiosity is een techniek die rekening houdt met deze indirecte belichting. Hierdoor zijn afbeeldingen die met radiosity gerenderd zijn vaak veel natuurgetrouwer dan afbeeldingen die gerenderd zijn met raytracing of scanline rendering. De keerzijde hiervan is dat het renderen door middel van radiosity ook aanzienlijk langer duurt.
Radiosity heeft veel raakvlakken met de manier waarop warmtestraling zich in een bepaalde ruimte verplaatst, en heeft dus ook veel over kunnen nemen van de theorie omtrent dit onderwerp, waarnaar al onderzoek werd gedaan lang voordat de computer überhaupt bestond.
Er zijn verschillende technieken om radiosity te implementeren. Sommige van deze technieken zijn vrij simpel van opzet. Ze rekenen gewoon de reflectie met alle omliggende objecten uit. Er zijn ook ingewikkeldere manieren, die gebruikmaken van kansberekening (Monte-Carlosimulatie).